# Tehnička kultura (časopis)
Tehnička kultura je glasilo Hrvatske zajednice tehničke kulture (HZTK) koji izlazi kao mjesečnik, odnosno dvomjesečnik.

## Povijest
Časopis je pokrenut 1979. godine u nakladi Narodne tehnike Hrvatske. Do lipnja 2012. tiskano je 250 brojeva tijekom 32 godine. Glavni urednici časopisa bili su Milan Selanec, Dubravko Malvić, Ivan Lučić i Dorela Dujmušić.
U sklopu časopisa od 1997. do 2001. godine izlazio je prilog Hrvatski inovator, informativno-stručno glasilo Hrvatskog saveza inovatora, kojeg je uređivao Vojislav Raušević.

## Sadržaj
U glasilu se objavljuju prvenstveno događaji i izvješća s natjecanja različitih saveza HZTK-a (informatičara, pedagoga, filmskog, radioamaterskog, foto, zrakoplovnog, astronautičkog, raketnog, kajakaškog te saveza inovatora, zatim obavijesti iz županijskih i gradskih zajednica tehničke kulture te druge vijesti iz života i rada HZTK-a.
Noviji brojevi časopisa dostupni su u digitalnom obliku.

## Vanjske poveznice
Mrežna mjesta
- Najnoviji brojevi časopisa u PDF formatu na stranicama HZTK-a  Arhivirana inačica izvorne stranice od 22. siječnja 2018. (Wayback Machine)